# Ein kleines bisschen Horrorschau
Ein kleines bisschen Horrorschau, subtitulado Die Lieder aus Clockwork Orange und andere schmutzige Melodien ("Las canciones de La naranja mecánica y otras sucias melodías"), es el quinto álbum de estudio de la banda alemana de punk-rock Die Toten Hosen. Fue lanzado al mercado en 1988 y se extrajeron de él tres sencillos: Hier kommt Alex, 1000 gute Gründe y Mehr davon. Fue disco de oro en Alemania.
La mitad de los temas contenidos en el disco fueron escritos para una adaptación teatral a cargo de Bernd Schadewald de la obra de Anthony Burgess "La naranja mecánica". Durante la misma, que tuvo lugar en un teatro de la ciudad de Bonn, los miembros de Die Toten Hosen tenían papeles de figurantes y tocaban en vivo su música, que servía de hilo conductor para la representación. El disco entero está íntimamente relacionado tanto con la obra de Burgess como con la versión cinematográfica homónima de Stanley Kubrick. Las seis canciones que completan el LP guardan afinidad temática con las pertenecientes a la pieza teatral, por lo que Ein kleines bisschen Horrorschau se puede considerar un álbum conceptual. En las transiciones entre canciones suenan, al igual que en la película, fragmentos de obras de Ludwig van Beethoven, especialmente la Sinfonía n.º 9.
El título del álbum podría traducirse como "Un poquito de joroschó", palabra perteneciente al nadsat, la jerga juvenil ficticia que emplean Alex DeLarge y sus drugos en el libro de Burgess. En la versión original inglesa de la obra, dicho vocablo aparece escrito horrorshow y significa "bien": se trata de una paronomasia entre horror show ("show del horror") y la voz rusa хорошоⓘ (transliterado "joroshó"; "bien" o "bueno"). En alemán se tradujo como Horrorschau.

## Lista de canciones

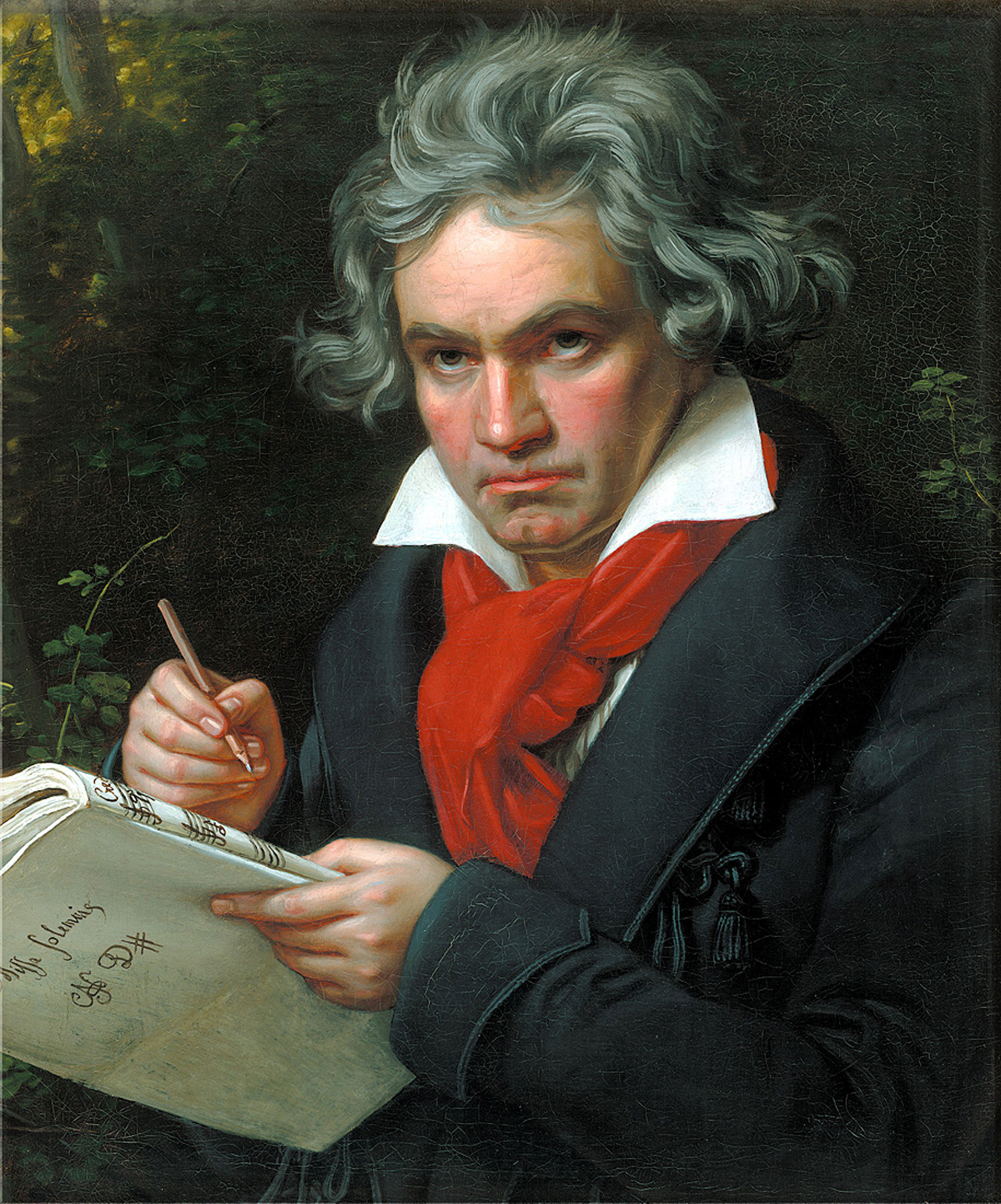
La carátula del disco se asemeja fuertemente a este retrato de Beethoven, obra de Joseph Karl Stieler.

Las canciones marcadas con asterisco fueron grabadas en el Schauspielhaus de Bonn:
1. Hier kommt Alex ("Aquí viene Alex") – 3:53 (música: Meurer / letra: Frege) *
2. 1000 gute Gründe ("1.000 buenas razones") – 3:33 (Breitkopf / Frege)
3. Ein Schritt zuviel ("Un paso de más") – 2:22 (von Holst / Frege)
4. Keine Ahnung ("Ni idea") – 2:08 (Frege / Frege) *
5. Die Farbe Grau ("El color gris") – 3:52 (Frege / Frege) *
6. 180 Grad ("180 grados") – 4:33 (Meurer / Frege)
7. Mehr davon ("Más de eso") – 5:10 (von Holst / Frege)
8. Zahltag ("Día de pago") – 2:42 (Breitkopf / Frege) *
9. 35 Jahre ("35 años") – 2:15 (Rohde / Frege, von Holst)
10. Musterbeispiel ("Ejemplo de muestra") – 3:55 (Frege / von Holst) *
11. Testbild ("Carta de ajuste") – 3:17 (Frege / Frege)
12. Bye, bye, Alex ("Adiós, Alex") – 2:58 (Rohde / Frege) *

## Listas de ventas

### Álbum
| Lista                     | Mejor posición |
| ------------------------- | -------------- |
| Lista oficial de Alemania | 7              |
| Lista oficial de Austria  | 22             |
| Lista oficial de Suiza    | 7              |

### Sencillos
| Lista                     | Mejor posición |
| ------------------------- | -------------- |
| Lista oficial de Alemania | 5              |